# ولیکی پرولگ

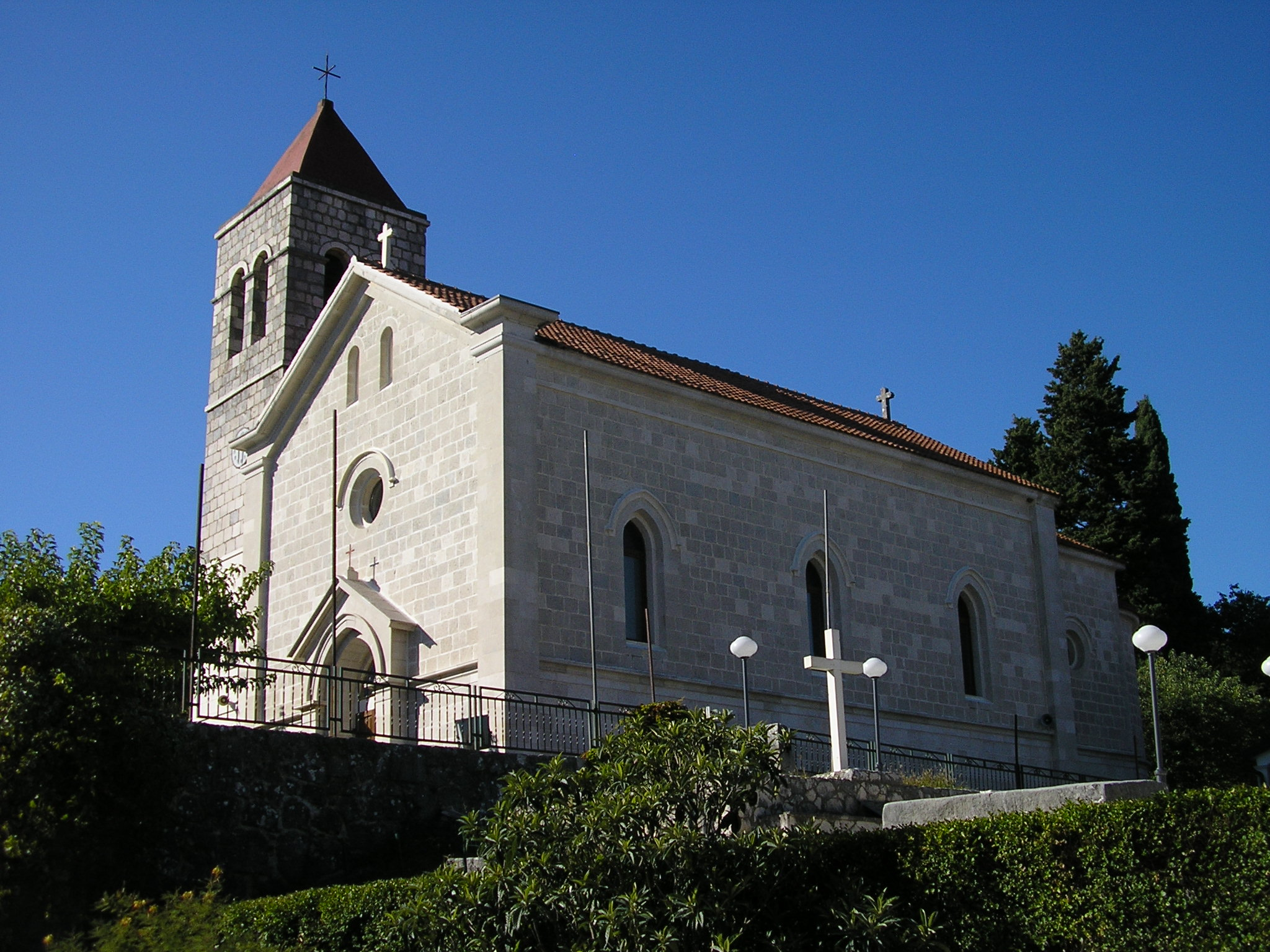
ولیکی پرولگ در کرواسی

ولیکی پرولگ (به لاتین: Veliki Prolog) یک زیستگاه انسانی در کرواسی است که در دالماسی واقع شده‌است.